# Kraina skrytobójców
Kraina skrytobójców (jap. 忍びの国 Shinobi no kuni) – powieść autorstwa Ryō Wady, opublikowana w maju 2008 nakładem wydawnictwa Shinchōsha. Na jej podstawie powstała manga zilustrowana przez Mutsumi Banno, która ukazywała się na łamach magazynu „Gekkan Shōnen Sunday” wydawnictwa Shōgakukan od maja 2009 do lutego 2011. Na bazie książki powstał również film live action, którego premiera w japońskich kinach miała miejsce w lipcu 2017.

## Fabuła
Watażka Nobunaga Oda szybko pokonuje swoich wrogów w dążeniu do spacyfikowania i zjednoczenia kraju pod swoim panowaniem. Jednak istnieje jeden region, którego nawet Nobunaga się obawia – Prowincja Iga, będąca domem ninja z klanu Iga, którzy gotowi są zabić każdego za pieniądze. Wśród nich jest ninja imieniem Mumon, słynny zabójca o niezrównanej sile, który zyskał przydomek najsilniejszego ninja Iga. Jednak jest on równie leniwy, a jego jedyną motywacją do działania jest chęć zarobienia pieniędzy, by zadowolić swoją żonę, Okuni. W tym samym czasie ninja Heibee Shimoyama zaczyna odczuwać rozczarowanie sposobem życia swojego ludu. Pewnego dnia Mumon zabija ninja z innego rodu w zamian za nagrodę, nieświadomy, że jego czyn ostatecznie doprowadzi do krwawej bitwy pomiędzy armią Nobunagi a ninja z Prowincji Iga. Nadchodzące starcie wzbudzi moralne rozterki wśród walczących stron, wplątanych w sieć sprzecznych interesów i politycznych intryg.

## Powieść
Powieść ukazała się 30 maja 2008 nakładem wydawnictwa Shinchōsha.

## Manga
Na bazie powieści powstała manga zilustrowana przez Mutsumi Banno, która była publikowana w magazynie „Gekkan Shōnen Sunday” od 12 maja 2009 do 12 lutego 2011. Wydawnictwo Shōgakukan zebrało jej rozdziały w 4 tankōbonach, wydawanych od 12 grudnia 2009 do 11 marca 2011. Dodatkowy piąty tom, zawierający antologie różnych artystów, które nigdy nie były serializowane w magazynie, został wydany 12 czerwca 2017.
W Polsce licencję na wydanie mangi zakupiło wydawnictwo Kotori.
| Nr | Język japoński   | Język japoński         | Język polski  | Język polski |
| Nr | Data wydania     | ISBN                   | Data wydania  | ISBN         |
| -- | ---------------- | ---------------------- | ------------- | ------------ |
| 1  | 12 grudnia 2009  | ISBN 978-4-09-122108-7 | czerwiec 2025 |              |
| 2  | 12 kwietnia 2010 | ISBN 978-4-09-122237-4 | —             |              |
| 3  | 10 września 2010 | ISBN 978-4-09-122558-0 | —             |              |
| 4  | 11 marca 2011    | ISBN 978-4-09-122739-3 | —             |              |
| 5  | 12 czerwca 2017  | ISBN 978-4-09-127723-7 | —             |              |

## Film live action
Film live action w reżyserii Yoshihiro Nakamury miał premierę w japońskich kinach 1 lipca 2017.

### Obsada
Źródło.
- Satoshi Ōno jako Mumon
- Satomi Ishihara jako Okuni
- Ryōhei Suzuki jako Heibee Shimoyama
- Yūsuke Iseya jako Daizen Heki
- Yūri Chinen jako Nobukatsu Oda
- Yūna Taira jako Rin Kitabatake
- Makita Sports jako Sakyonosuke Nagano
- Danshun Tatekawa jako Sandayu Momoji
- Jun Kunimura jako Tomonori Kitabatake
- Denden jako Kai Shimoyama
- Shinnosuke Mitsushima jako Jirobe Shimoyama
- Kitaro jako Hanroku Otowa